# Breiðitindur
Breiðitindur är en bergstopp i republiken Island. Den ligger i regionen Austurland, 400 km öster om huvudstaden Reykjavík. Toppen på Breiðitindur är 833 meter över havet.
Närmaste större samhälle är Fáskrúðsfjörður, omkring 11 kilometer norr om Breiðitindur.